# Paprsek
Paprsek – górskie schronisko turystyczne w Czechach, w Sudetach Wschodnich, w Górach Bialskich czes. Rychlebské hory.

## Położenie
Schronisko górskie w północno-środkowych Czechach, w kraju ołomunieckim (czes. Olomoucký kraj), w powiecie (okres) Šumperk. około 5,6 km na północny zachód od Ramzová i około 0,8 km na południowy zachód od granicy polsko-czeskiej. 
Schronisko położone jest pomiędzy pasmami górskimi:Górami Bialskimi po północno-wschodniej stronie, Masywem Śnieżnika po północno-zachodniej stronie i Wysokim Jesionikiem po południowo-wschodniej stronie na południowo-zachodnim zboczu wzniesienia Palaš na wysokości 1007 m n.p.m. na skraju rozległej górskiej łąki, około 800 m w linii prostej od granicy polsko-czeskiej.

## Historia schroniska
Decyzja o budowie schroniska zapadła na początku lat 30. XX wieku. Przedstawiciele MSSGV ze Starego Miesta pod Sněžníkem postanowili zbudować nowe górskie schronisko na obszarze licznie odwiedzanym przez turystów czeskich i z pruskiego Śląska. Schronisko miało być wyposażone w ciepłą i zimną wodę, instalację elektryczną i centralnego ogrzewania. W sąsiedztwie schroniska postanowiono zbudować własną elektrownię i ujęcie wodne. Mistrz budowlany Otto Heldovi z Hanušovic, wykonał projekt schroniska o konstrukcji drewnianej na podmurówce, schronisko wyglądem nawiązywało do stylu szwajcarskiego. Jesienią 1931 r. stowarzyszenie zatwierdziło wniosek dotyczący zakupu gruntów. Z administracją lasów zatwierdzono projekt budowy nowej trasy turystycznej, oraz drogi dojazdowej do schroniska. Budowę zlecono przedsiębiorstwu braci Vodičkových ze Starego Miasta. Budowę rozpoczęto w maju 1932 r., do czerwca zbudowano elektrownię i instalację wodną. Uroczyste otwarcie schroniska nastąpiło 21 sierpnia 1932 roku. Nowy obiekt położony w bliskiej odległości od szczytu wzniesienia Pałasz (1022 m n.p.m.), został nazwany Schleslerhaus (Śląski Dom). Schronisko było dobrze wyposażone pod względem turystyki letniej i sportów zimowych posiadało ciepłą i zimną wodą oraz własną elektryczność. Oprócz restauracji posiadało 8 oddzielnych pokoi z 40 łóżkami, dwa pokoje wieloosobowe z 36 dodatkowych łóżkami, kuchnię i zaplecze gospodarcze. Pierwszym najemcą został Johann Schnaubel. Pod koniec maja 1945 roku, schronisko staje się własnością państwa. W tym czasie, zmienia nazwę U Ráje. Po 1948 często zmieniają się zarządcy obiektu; jednym z nich są lasy państwowe, ostatecznie obiekt staje się własnością przedsiębiorstwa TOS Olomoucp. W drugiej połowie lat 70. XX wieku dobudowano nowe budynki, zwiększono liczbę miejsc oraz w sąsiedztwie schroniska zbudowano trasę narciarską z wyciągiem o długości 500 m. Od 1993 roku obiekt sprzedano dla przedsiębiorstwa Mika Ltd. Schronisko do obecnych czasów zachowało swój pierwotny wygląd.
- Środki finansowe na budowę budynku i elektrowni zbierano w 1931 roku. W okresie tym panował światowy kryzys gospodarczy, który swym zasięgiem objął obszary graniczne czeskiego państwa.
- W dniu otwarcia, schronisko zostało oświetlone przez rozpalenie dużego ogniska, o wpół do ósmej wieczorem odpalono race i sztuczne ognie. Równocześnie na wzgórzach obok istniejących schronisk zapalono ogniska na powitanie.
- W miejscu gdzie wznosi się schronisko na początku XX wieku były pola uprawne[3]

## Wyposażenie schroniska
- 42 miejsc noclegowych w 16 pokojach: 2-, 3- i 4-osobowych.
- restauracja i jadalnia oraz taras.
- Przechowalnia rowerów, pralnia i suszarnia odzieży.

## Turystyka
Schronisko położone jest przy szlakach turystycznych:
- czerwony – prowadzącym ze Śnieżnika obok granicy czesko-polskiej przez przełęcz Ramzova i dalej wzdłuż głównego grzbietu Jesenika.

do schroniska dochodzą szlaki:
- zielony – prowadzący przez Staré Město do chaty Paprsek
- żółty – prowadzący przez Branná do chaty Paprsek
- W pobliżu schroniska przy polsko – czeskiej granicy znajduje się punkt widokowy